# マジャルタイ
マジャルタイ（1285年 - 1347年）は、大元ウルス後期の重臣。
『元史』などの漢文史料では馬札児台(mǎzháértái)と表記される。

## 概要
マジャルタイはメルキト部出身の人物で、年代に大元ウルス朝廷を牛耳ったバヤンの弟であった。マジャルタイは若年の頃武宗クルク・カアン、仁宗ブヤント・カアンの兄弟に仕え、後の英宗ゲゲーン・カアンが皇太子とされた時には中順大夫・典用監に任じられた。その後も吏部郎中から吏部侍郎、兵部尚書、利用卿、度支卿、同知典瑞院事、典瑞院使、大都路ダルガチ、虎賁親軍都指揮使といった官職を歴任した。この頃、ブヤント・カアンが雲州の九峰山に寺を建設しようとして失敗したところ、マジャルタイが私財を投じてこれを完成させた逸話が知られている。
泰定4年（1327年）、陝西行台治書侍御史の地位に任じられたが、この頃関陝地方で大飢饉が起こったため、マジャルタイは私財をなげうって貧民を救ったという。この頃、天暦の内乱で兄のバヤンが文宗ジャヤガトゥ・カアンの即位に大きく貢献し、マジャルタイも宣政使、太府卿、高麗女直漢軍万戸ダルガチ、御史大夫・兼右衛阿速親軍都指揮使司ダルガチ、知枢密院事、提調武備寺事、領欽察闖闖帖木児千戸所、鎮守海口侍衛親軍屯儲都指揮使司ダルガチといった職責を歴任した。
至元3年（1337年）、マジャルタイに王号を授けることになったが、マジャルタイは既に兄のバヤンが秦王の王号を得ていることを理由に辞退し、太保を得るに留まった。その後、マジャルタイは北方のモンゴル高原に赴任すると、民の負担となっていた役を免除し前例を定めたという。至元6年（1340年）、息子のトクトが主導するクーデターによってバヤンが失脚すると、マジャルタイは中央に呼び戻されてバヤンの地位を継ぎ、太師・中書右丞相（中書省の長）に任じられた。もっとも、この頃既に政治の実権はトクトに握られていたと見られる。この頃マジャルタイは右衛阿速軍・群牧監の地位を兼ね、各処船戸提挙・広東採珠提挙の廃止などを主導している。しかし、既に高齢であったマジャルタイは間もなく病となり、職を辞したものの太師はそのままとされた。至正元年（1341年）、息子のトクトが中書右丞相の地位を継ぎ、マジャルタイも忠王に封ぜられた。しかし至正7年（1347年）、ベルケ・ブカの讒言によってマジャルタイは甘粛地方に移され、そこで病により63歳にして亡くなった。